# 流川堂枝風
流川堂 枝風（りゅうせんどう しふう、生没年不詳） とは、江戸時代の浮世絵師。

## 来歴
出自・経歴は一切不明。出光美術館所蔵の「立姿美人図」（紙本着色）に「流川堂枝風毫」という落款があることから、この絵の作者とされている。「流川堂枝風」の作はこれしか知られておらず、その名と画風から、東川堂里風とは関わりがあるともいわれているが定かではない。この「立姿美人図」は享保ごろの作とされ、その着衣の模様は巧みで絶賛すべきと『肉筆浮世絵集成』では評している。